# Kornelia Grummt-Ender
Kornelia Grummt-Ender, född Ender 25 oktober 1958 i Plauen, var en östtysk simmare, som vann fyra guld- och fyra silvermedaljer under de Olympiska Spelen.  Hon var den första simmaren som vann fyra guldmedaljer under samma OS vid olympiska sommarspelen 1976 i Montreal.
Hon var tidigare gift med simmaren Roland Matthes och är numera gift med Steffen Grummt, tidigare världsmästare i bob. Ender medgav efter Tysklands återförening att hon hade känslan av att tabletterna hon fick var förbjudna. När hon 1977 vägrade ta Oral-Turinabol blev hon utesluten från elitsimmarnas team. Hon öppnade 1990 ett ställe för fysioterapi i Mainz.

### Fotnoter
1. ↑  HistoFINA - SWIMMING MEDALLISTS AND STATISTICS AT FINA WORLD CHAMPIONSHIPS (50M) Arkiverad 24 augusti 2015 hämtat från the Wayback Machine. (engelska)
2. ↑  ”Kornelia Ender Bio, Stats, and Results - Olympics at Sports.reference.com”. sportsreference.com. Sportsreference. Arkiverad från originalet den 18 mars 2009. https://web.archive.org/web/20090318101402/http://www.sports-reference.com/olympics/athletes/en/kornelia-ender-1.html. Läst 8 september 2015.
3. ↑  ”KORNELIA ENDER (GDR)”. ishof.org. International swimming hall of fame. Arkiverad från originalet den 5 september 2015. https://web.archive.org/web/20150905175817/http://ishof.org/kornelia-ender-(gdr).html. Läst 8 september 2015.
4. ↑  ”Steffen Grummt sucht Gerechtigkeit”. berliner-zeitung-de. Berliner zeitung. Arkiverad från originalet den 25 november 2015. https://web.archive.org/web/20151125042434/http://www.berliner-zeitung.de/archiv/der-einstige-ddr-sportler-stellt-sich-der-oeffentlichkeit-steffen-grummt-sucht-gerechtigkeit,10810590,8829538.html. Läst 8 september 2015.
5. ↑  OWR (2009). ”Ender, Kornelia” (på tyska). Biographische Datenbank. Ch. Links Verlag. https://www.bundesstiftung-aufarbeitung.de/de/recherche/kataloge-datenbanken/biographische-datenbanken/kornelia-ender. Läst 12 augusti 2023.